# Dacheng, Xinyi
Dacheng (kinesiska: 大成) är en köping i sydöstra Kina. Den ligger i Xinyi i staden Maoming i provinsen Guangdong, omkring 240 kilometer sydväst om provinshuvudstaden Guangzhou. Antalet invånare är 28 233. Befolkningen består av 13 923 kvinnor och 14 310 män. Barn under 15 år utgör 33 %, vuxna 15-64 år 53 %, och äldre över 65 år 12,0 %.